# Ziegeleiteich Querum
Der Ziegeleiteich Querum ist ein Teich im Stadtteil Querum in Braunschweig, Niedersachsen. Der Teich mitsamt einer 5 m breiten Randzone wurde 1978 als Naturdenkmal ausgewiesen. Er liegt nahezu umschlossen von Privatgrundstücken in einem Wohngebiet nördlich der Straße Tulpenweg.